# Ернан Гавирија
Ернан Гавирија (Карепа, 27. новембар 1969 — Кали, 24. октобар 2002) био је колумбијски фудбалер.

## Репрезентација
За репрезентацију Колумбије дебитовао је 1993. године. Са репрезентацијом Колумбије наступао је на Светском првенству 1994. године. За тај тим је одиграо 27 утакмица и постигао 3 гола.

## Статистика
| Колумбија | Колумбија | Колумбија |
| Година    | Наступи   | Голови    |
| --------- | --------- | --------- |
| 1993.     | 6         | 0         |
| 1994.     | 3         | 2         |
| 1995.     | 10        | 0         |
| 1996.     | 0         | 0         |
| 1997.     | 7         | 1         |
| 1998.     | 0         | 0         |
| 1999.     | 1         | 0         |
| Укупно    | 27        | 3         |